# 南原詠
南原 詠（なんばら えい、1980年12月 - ）は日本のミステリー作家、元エンジニア。企業内弁理士。現在は企業内弁理士として勤務。

## 経歴
東京工業大学大学院修士課程修了。
2021年10月、『バーチャリティ・フォール』（刊行時に『特許やぶりの女王 弁理士・大鳳未来』と改題）で宝島社主催第20回『このミステリーがすごい！』大賞の大賞を受賞した。

## 作品リスト

### 単著
- 特許やぶりの女王 弁理士・大鳳未来（2022年1月 宝島社 / 2023年2月 宝島社文庫）装画：田中寛崇
- ストロベリー戦争 弁理士・大鳳未来（2022年9月 宝島社 / 2023年8月 宝島社文庫）装画：田中寛崇
- シルバーブレット メディカルドクター・黒崎恭司と弁理士・大鳳未来（2024年10月 宝島社文庫）
- ウインクに警告～知的財産部・平間青介～ (2025年6月 光文社）

### アンソロジー
- 『衝撃の1行で始まる3分間ミステリー』（2024年4月、宝島社文庫）
- 『驚愕の1行で終わる3分間ミステリー』（2024年4月、宝島社文庫）